# یولوشوو
یولوشوو (انگلیسی: Yulushevo) یک شهرک در شهرستان اوفیمسکی استان باشقیرستان کشور روسیه است.